# Valdemar Neiiendam
Valdemar Neiiendam (23. august 1870 – 25. juli 1956) var en dansk maler, bror til skuespillerne Robert Neiiendam og Nicolai Neiiendam.
Neiiendam var elev på Kunstakademiet 1891—1895 og på de fri studieskoler under Kristian Zahrtmann. Udstiller fra 1906, og vandt den Neuhausenske Præmie 1911 for H.C. Andersen tager Afsked fra sin Moder, 1915 for Joh. Herman Wessel i Snak med Torvefolkene på Ulfeldts Plads, og 1920 for Marie Grubbe og Holberg i Borrehuset paa Falster. I 1915 tildelte Akademiet ham sin årsmedalje for Landsforvisning. P.A. Heiberg forlader sit Hjem.
Neiiendams kunst er afgjort litterært bestemt, bygget over et åbenbart ret nøje studium af mennesker og kultur i sidste halvdel af det 18. og første halvdel af det 19. århundrede. Blandt hans billeder kan nævnes som ejendommelige for ham Bag Scenen under Opførelsen af Erasmus Montanus (1910), Venner ved Ewald's Jordefærd (1909) og flere emner af Ewalds Liv; »Fru Heiberg besøger sin Moder på Dyrehavsbakken (1917), Ole Borch's Studenter på botanisk Udflugt (1918).
Neiiendam har en ret intensiv medleven med det menneskelige i hans emne, men ham arbejder tungt med formen, som ofte er usikker, og en forkærlighed for stærke og brogede Farver, som synes at skyldes en påvirkning fra Zahrtmann, og som er i modstrid med hans egen natur, gør ham det noget vanskeligt at få malerisk ro og harmoni i sine arbejder. Valdemar Neiiendam har lavet en lang række topografiske illustrationer til Ludvig Mylius-Erichsens Den Jydske Hede, Før og nu udgivet i 1903.